# 1. Budapesti Nemzetközi Cirkuszfesztivál
Az 1. Budapesti Nemzetközi Cirkuszfesztivál (angolul: 1st International Circus Festival of Budapest) 1996. március 20. és 24. között került megrendezésre Budapesten, a Fővárosi Nagycirkuszban. Az „A” műsorra március 20-án, a „B” műsorra március 21-én került sor. A gála műsort március 23-án tartották, majd 24-én megismételték.

## A fesztiválon fellépő művészek

### „A” műsor
Az „A” műsort március 20-án, szerdán 17 órakor mutatták be a Fővárosi Nagycirkuszban. Az előadás 2 órás volt, egy 15 perces szünettel. A nemzetközi, szakmai zsűri szavazatai alapján a legjobbak jutottak tovább a Gála műsorba. 16 produkciót nézett meg a zsűri.
| #  | Előadó                 | Szám                          | Ország        | Eredmény     |
| -- | ---------------------- | ----------------------------- | ------------- | ------------ |
| 01 | Donnert csoport        | lovaszsonglőrök               | Magyarország  |              |
| 02 | Del 'Arte – Iosin      | akrobatikus dobószám          | Oroszország   |              |
| 03 | Deniza és Teodora      | levegőszám                    | Bulgária      |              |
| 04 | Ray Gray               | pantomimművész                | Anglia        |              |
| 05 | Vanesa Rios            | hajlékony akrobata            | Argentína     |              |
| 06 | Peter Rosendahl        | kerékpár-akrobata             | Svédország    |              |
| 07 | Duo Ann                | perzs-egyensúlyozók           | Lengyelország |              |
| 08 | Golden Pyramid         | plasztikus akrobata trió      | Magyarország  |              |
| 09 | Priz csoport           | humoros tűzoltók              | Oroszország   |              |
| 10 | Perinyó                | humoros oroszlánidomítás      | Magyarország  |              |
| 11 | Zozo                   | bohóctréfa                    | Magyarország  |              |
| 12 | Duo Simet              | magasdrót                     | Magyarország  | Továbbjutott |
| 13 | Jidinis és partnerei   | illuzionisták                 | Franciaország |              |
| 14 | Rafael D'Carlo         | zsonglőr                      | Kuba          |              |
| 15 | China Acrobatic Troupe | levegőakrobaták               | Kína          | Továbbjutott |
| 16 | Jun. Sallai csoport    | ugródeszka akrobaták golyóval | Magyarország  |              |

A műsort a finálé zárta, ahol a fellépő művészek még egyszer felvonultak.

### „B” műsor
A „B” műsort március 21-én, csütörtökön 17 órakor mutatták be a Fővárosi Nagycirkuszban. Az előadás 2 órás volt, egy 15 perces szünettel. A nemzetközi, szakmai zsűri szavazatai alapján a legjobbak jutottak tovább a Gála műsorba. 16 produkciót nézett meg a zsűri.
| #  | Előadó                 | Szám                                       | Ország       | Eredmény     |
| -- | ---------------------- | ------------------------------------------ | ------------ | ------------ |
| 01 | Donnert csoport        | lovasakrobaták                             | Magyarország |              |
| 02 | Sebastian Montoya      | zsonglőr                                   | Kuba         |              |
| 03 | Elena Popova           | trapézművésznő galambokkal                 | Oroszország  | Továbbjutott |
| 04 | China Acrobatic Troupe | egyensúlyozó akrobaták                     | Kína         | Továbbjutott |
| 05 | Pico Bello             | bábjátékosok                               | Németország  |              |
| 06 | Tomoka                 | hajlékony akrobata                         | Japán        |              |
| 07 | Julia Kolossova        | gimnasztika a levegőben hula-hop karikával | Oroszország  |              |
| 08 | Toroszján csoport      | gumiasztal-kosárlabda show                 | Oroszország  | Továbbjutott |
| 09 | Flying Boy's           | nyújtóakrobatika a levegőben               | Magyarország |              |
| 10 | Kuratola Brothers      | akrobatikus duett                          | Olaszország  |              |
| 11 | Marco Carolei          | bohóc                                      | Olaszország  |              |
| 12 | Klan csoport           | rúddobó szám                               | Ukrajna      |              |
| 13 | Fedunov – Ivcsenko     | zsonglőr-különlegesség                     | Oroszország  |              |
| 14 | Toroszján csoport      | kick-box                                   | Oroszország  |              |
| 15 | Donnert Antal          | állatidomár                                | Magyarország |              |
| 16 | Ewelyn Marinof csoport | ugródeszka csoport                         | Románia      | Továbbjutott |

A műsort a finálé zárta, ahol a fellépő művészek még egyszer felvonultak.

### Gálaműsor
A gálaműsort március 23-án, szombaton 19 órakor mutatták be a Fővárosi Nagycirkuszban. Az előadás 3 órás volt. 24-én vasárnap a gálaműsort 15 órakor megismételték. produkció lépett fel. A mezőnyt az „A” műsor és „B” műsor továbbjutói alkották.
| #  | Előadó                 | Szám                                       | Ország       | Helyezés | Díj           |
| -- | ---------------------- | ------------------------------------------ | ------------ | -------- | ------------- |
| 01 | Priz csoport           | humoros tűzoltók                           | Oroszország  |          |               |
| 02 | Rafael D'Carlo         | zsonglőr                                   | Kuba         |          |               |
| 03 | Kuratola Brothers      | akrobatikus duett                          | Olaszország  |          |               |
| 04 | Julia Kolossova        | gimnasztika a levegőben hula-hop karikával | Oroszország  |          |               |
| 05 | Marco Carolei          | bohóc                                      | Olaszország  |          |               |
| 06 | Tomoka                 | hajlékony akrobata                         | Japán        |          |               |
| 07 | Zozo                   | bohóctréfa                                 | Magyarország |          |               |
| 08 | Duo Simet              | magasdrót                                  | Magyarország | 3.       |               |
| 09 | Jun. Sallai csoport    | ugródeszka akrobaták golyóval              | Magyarország |          |               |
| 10 | Toroszján csoport      | gumiasztal-kosárlabda show                 | Oroszország  | 1.       | Arany fokozat |
| 11 | Fedunov – Ivcsenko     | zsonglőr-különlegesség                     | Oroszország  |          |               |
| 12 | China Acrobatic Troupe | levegőakrobaták                            | Kína         | 2.       |               |
| 13 | Klan csoport           | rúddobó szám                               | Ukrajna      |          |               |
| 13 | Golden Pyramid         | plasztikus akrobata trió                   | Magyarország |          |               |
| 14 |                        |                                            |              |          |               |
| 15 | Donnert Antal          | állatidomár                                | Magyarország |          |               |
| 16 | Ewelyn Marinof csoport | ugródeszka csoport                         | Románia      | 2.       |               |
| 17 | Elena Popova           | trapézművésznő galambokkal                 | Oroszország  | 3.       |               |
| 18 | Flying Boy's           | nyújtóakrobatika a levegőben               | Magyarország |          |               |

A műsort a finálé zárta, majd átadták a Pireot-díjakat.

## A fesztivál győztesei
| Díj           | Elnyerte                | Nemzet       | Szám                       |
| ------------- | ----------------------- | ------------ | -------------------------- |
| Arany fokozat | Toroszján csoport       | Oroszország  | gumiasztal-kosárlabda show |
| Ezüst fokozat | Chinese Acrobatic Group | Kína         | levegőakrobaták            |
| Ezüst fokozat | Ewelyn Marinof csoport  | Románia      | ugródeszka-akrobaták       |
| Bronz fokozat | Chinese Acrobatic Group | Kína         | egyensúlyozó-akrobaták     |
| Bronz fokozat | Elena Popova            | Oroszország  | trapézművésznő galambokkal |
| Bronz fokozat | 2 Simet                 | Magyarország | magasdrót-akrobaták        |